# Сјуалс Појнт (Флорида)
Сјуалс Појнт (енгл. Sewall's Point) град је у америчкој савезној држави Флорида. По попису становништва из 2010. у њему је живело 1.996 становника.

## Демографија
Према попису становништва из 2010. у граду је живело 1.996 становника, што је 50 (2,6%) становника више него 2000. године.
| Група             | 2000.         | 2010.         |
| Белци             | 1.896 (97,4%) | 1.893 (94,8%) |
| Афроамериканци    | 8 (0,4%)      | 11 (0,6%)     |
| Азијати           | 8 (0,4%)      | 19 (1,0%)     |
| Хиспаноамериканци | 27 (1,4%)     | 61 (3,1%)     |
| Укупно            | 1.946         | 1.996         |